# Phaeochrous burgoblitus
Phaeochrous burgoblitus is een keversoort uit de familie Hybosoridae. De wetenschappelijke naam van de soort is voor het eerst geldig gepubliceerd in 1986 door Kuijten.